# 佐賀県立名護屋城博物館
佐賀県立名護屋城博物館（さがけんりつなごやじょうはくぶつかん）は、佐賀県唐津市鎮西町にある博物館。
豊臣秀吉の唐入り（文禄・慶長の役）の出兵拠点として築かれた名護屋城跡に隣接している。

## 展示内容
- (1)テーマ「日本列島と朝鮮半島との交流史」
- (2)特別史跡「名護屋城跡並びに陣跡」の保存整備
- (3)日韓の文化・学術交流
  - 朝鮮併合における朝鮮総督府がおこなった朝鮮半島における鉄道、道路、港湾、大学建設等の社会資本整備に関する資料

## 展示内容への批判
2012年10月、名護屋城博物館を訪問した市民が、「韓国主観をもとに日本国を、特に見学に来た子供達に歪曲した日本の近現代史の歴史を学ばせ自虐におとしいれている」と指摘した。
とりわけ、総合案内書の年表が『1895年（明治28年）明成皇后、日本の軍人らにより殺害される』『1940年（昭和15年）創氏改名実施、日本式氏名を強要』
『1945年（昭和19年）、女子挺身勤労令アジアの女性が各地へ従軍慰安婦として送られる』などと両国で見解が対立している事象を、韓国側の主観に立って列挙されている点を問題としている。
この意見に対して、佐賀県唐津市名義で回答し「多くの専門家・研究者の御意見・御指導、また、日本の教科書記述等も考慮しながら、多角的な視点で検討を行い、現在の内容になっている」と回答している。
重ねて2012年11月、市民から、展示説明について「佐賀県教育委員会の名護屋城博物館歴史歪曲について」と題して、「公平に史実を取上げて頂きたい」との申し入れに対して、佐賀県唐津市名義で「名護屋城博物館に関するご指摘は、佐賀県立名護屋城博物館にお伝えいたします」と答えている。
2016年、日本第一党の桜井誠と、地元の唐津市民が合同で名護屋城博物館を訪れ、佐賀県教育委員会と博物館長及び職員が同席した上で、展示説明の問題点を指摘している。対談形式で行われた様子は、動画配信サイトで公開されている。
桜井が問題視したのは、名護屋城博物館が編集し公開している展示内容の説明および冊子についてで、古代から現代に至るまで多岐にわたる。
桜井は「一貫して韓国側の史観で日本と朝鮮半島との歴史を説明している。明らかに誤っているものや、日韓歴史共同研究などで両国の学者でさえ議論が分かれている歴史を韓国側の視点だけで説明するのは、公的な博物館として問題だ。反対意見があることを説明で補足したり、是正する考えはないのか」と質したのに対して、博物館側は、一部について誤りを認めたが、「歴史教科書などに基づき合議して決めたもので基本的に問題はない」としている。
一例をあげると、桜井が「博物館は、紀元前4世紀に朝鮮半島南部から稲作技術が伝わったと断定しているが、最近の学説では、はるかに古い時代の炭化米がみつかっており、DNA解析などの研究から米作は、もっと古い時代に中国大陸から直接伝播したことが主流になっている。博物館が一方の意見だけを採用して、断定するのはおかしいのではないか」との質問については、「農耕具などは向こうの方が早い。炭化米は、朝鮮半島からの輸入米だった可能性もある」と回答している。
このほか、元寇、倭寇、李舜臣、徴用工、従軍慰安婦などの記述について議論した。さらに桜井は「国民の税金、佐賀県みんなの税金をつかって朝鮮人のための博物館になっている」と指摘している。
桜井の「日本国民のための博物館なのか」との問いに対しては、博物館長が「基本的には日本国民のための博物館」と答えている。

## 博物館作成の年表についての批判
日本第一党の桜井誠党首が名護屋城博物館を訪問し、同館が編纂した、主に明治時代以降の近現代の日本と朝鮮半島の年表の表記について、名護屋城博物館館長らが対応して議論の場を持っている。
桜井氏は、「韓国併合ニ関スル条約に基づいた合邦を、植民地と表記しているが、これは日本の公式な見解とは異なり、博物館独自の判断だ。歴史的に評価が分かれることであり、せめて両論併記できないのか」と指摘している。
これに対して、博物館側は、「植民地支配と認識している」と答えている。
このほか、「強制連行や徴用、慰安婦についても韓国側の主張に基づき、一方的に記述しているが、両国で意見が分かれている歴史事実について、せめて客観的で公平な記述はできないのか」と質問したが、博物館側は拒否している。

## 名護屋城博物館協議会
佐賀県立名護屋城博物館協議会条例に基づき、1993年4月1日に設置された博物館の諮問機関。委員数は14人で、任期は2年である。2021年度は、14名のうち1名を一般公募としたが、それ以外の13名は佐賀県による官選である。
2022年現在の委員は、下記の通りである。
- 委員長 - 菊竹淳一（九州大学名誉教授）
- 委員 - 中野等（九州大学大学院教授）
- 委員 - 中村久子（佐賀部落解放研究所事務局長）
- 委員 - 福岡修（昭和自動車株式会社常勤監査役）
- 委員 - 山根路子（一般社団法人唐津観光協会事務局長）
- 委員 - 宮原拓也（株式会社サガテレビ常勤顧問・解説主幹）
- 委員 - 矢筒典子（一般社団法人茶道裏千家淡交会唐津支部会員）
- 委員 - 田中秀和[6]（佐賀県議会議員）
- 委員 - 石橋美里（鷹匠）
- 委員 - 川原勝重（佐賀県立唐津青翔高等学校教諭）
- 委員 - 弓山あゆみ（唐津市立海青中学校教諭）
- 委員 - 長岡諒太（唐津市立名護屋小学校教諭）
- 委員 - 石山貴子（唐津市教育委員会委員）
- 委員 - 浦田るみ（唐津市立名護屋小学校PTA役員）

## 文化財

### 県指定重要文化財
- 肥前名護屋城図屏風
- 豊臣秀吉直筆書状
- 名護屋城跡出土天正十八年銘文字瓦
- 洪家伝来洪浩然関係資料
- 絹本著色豊臣秀吉像

## 入館案内
- 所在地:〒847-0401 佐賀県唐津市鎮西町名護屋1931番地3
- 電話番号:0955-82-4905
- FAX番号:0955-82-5664
- メール:nagoyajouhakubutsukan@pref.saga.lg.jp
- 入館料:無料
  - 特別企画展は有料
- 開館時間:9:00 - 17:00
- 休館日:毎週月曜日（ただし、祝日の場合は翌日）、年末（12月29日～12月31日）

## 交通アクセス
- JR唐津駅から昭和バス「名護屋城博物館入口」下車徒歩約5分